# Avisauridae
De Avisauridae zijn een familie of klade van uitgestorven enantiornithische vogels uit het Krijt, die zich onderscheiden door verschillende kenmerken van hun onderbenen. Afhankelijk van de gebruikte definitie zijn de Avisauridae ofwel een brede en wijdverbreide groep van geavanceerde Enantiornithes (volgens Cau & Arduini, 2008) of een kleine familie binnen die groep, beperkt tot soorten uit het Laat-Krijt van Noord- en Zuid-Amerika (volgens Chiappe, 1993). In beide gevallen gaat het om vogels in ruimere zin.

## Naamgeving
De Avisauridae werden in 1985 als familie opgericht door Michael Brett-Surman en Gregory S. Paul. In die tijd bestond de groep uit een paar fossielen waarvan ze dachten dat ze toebehoorden aan kleine niet-aviaire dinosauriërs. Ze betwijfelden of deze fossielen van vogels waren vanwege de aanwezigheid van verschillende kenmerken van de tarsometatarsus. Bij Avisaurus (de enige avisauride die op dat moment bekend was), waren alleen de proximale of bovenste delen van de middenvoetsbeentjes vergroeid, het proximale deel van het derde middenvoetsbeen was breed en de hypotarsus (een brede richel die zich uitstrekt langs de achterkant van de tarsometatarsus) was slecht ontwikkeld. Bret-Surman en Paul waren indertijd zeer bezig met het vraagstuk van de oorsprong van de vogels. Omdat het duidelijk om grote vormen ging, dachten ze een groep lopende zeer nauwe vogelverwanten geïdentificeerd te hebben. Ze erkenden de mogelijkheid dat het om Enantiornithes ging maar die groep was toen als geheel slecht bekend en ze gebruikten het bestaan van de Avisauridae als argument dat het niet om vogels ging. Eind jaren tachtig verlieten ze dit standpunt weer.
In 1992 heeft Luis Maria Chiappe de avisauriden toegewezen aan de klasse Aves (wat gelijk staat aan de clade Avialae in modern gebruik) en de subklasse Enantiornithes. Hij merkte op dat de kenmerken die werden gebruikt om de avisauriden van vogels uit te sluiten, in feite aanwezig zijn bij sommige vroege vogels als Archaeopteryx, evenals verschillende vogelgroepen uit het Krijt. Avisauriden hadden ook een dun vierde middenvoetsbeentje (het buitenste lange bot van de tarsometatarsus) en een benige knop aan de voorkant van het tweede middenvoetsbeentje (het meest binnenste lange bot van de tarsometatarsus) voor de insertie van de Musculus tibialis cranialis (de spier die de enkel buigt, ook bekend als de Musculus tibialis anticus of Musculus tibialis anterior). Beide werden verondersteld enantiornithische kenmerken te zijn.
Chiappe definieerde de klade in 1993 als de laatste gemeenschappelijke voorouder van Neuquenornis volans en Avisaurus archibaldi; en al zijn nakomelingen. In 2008 kreeg de klade een bredere definitie met dank aan Andrea Cau en Arduini. Ze herdefinieerden de groep als: Avisaurus archibaldi en alle soorten nauwer verwant dan Avisaurus dan aan Longipteryx, Gobipteryx of Sinornis. Matt Martyniuk gaf in 2012 de naam Avisauroidea aan deze groep, hoewel de oprichting van die naam door Cau is bekritiseerd. Onder deze bredere definitie zouden verschillende andere Enantiornithes, zoals Enantiophoenix, in aanmerking komen als leden van de familie.

## Beschrijving
Avisauriden behoorden tot de grootste en laatste Enantiornithes die ooit hebben geleefd, hoewel ze ook de slechtst bewaarde gebleven zijn. De meeste hunner zijn voornamelijk bekend van gefossiliseerde tarsometatarsale botten, het deel van de poot van een vogel dat wordt gevormd door de vergroeide middenvoetsbeentjes (de botten waaruit de middenvoet bij mensen bestaat). Als gevolg hiervan onderscheiden leden van deze groep zich uitsluitend van andere Enantiornithes door kenmerken van de tarsometatarsale en teenbotten.
In tegenstelling tot sommige andere basale vogels waren avisauride tarsometatarsalen niet volledig versmolten, met de uiterste delen van de middenvoetsbeentjes gescheiden van elkaar. De nabije helft van het derde  middenvoetsbeentje (het lange bot in het midden van de tarsometatarsus) is bol van voren. De binnenrand van het teengewricht van dit bot heeft een benige lip die naar beneden wijst, bekend als een plantaire projectie. Het binnenste bot van de tarsometatarsus, het eerste middenvoetsbeen, is klein, zijdelings samengedrukt (afgeplat van links naar rechts) en J-vormig vanaf de zijkant. Het is verbonden met een naar achteren gerichte grote teen met een zeer grote en gebogen klauw.
Chiappe en Calvo (1994) ontdekten dat de Avisauridae aanpassingen van de voet gemeen hadden - inclusief een volledig omgekeerde en distaal geplaatste grote teen met een grote klauw - die erop duidden dat ze in staat waren om in bomen te zitten.

## Fylogenie
De enantiornithische fylogenie is bijzonder moeilijk op te lossen, en sommige analyses van Enantiornithes hebben de Avisauridae niet weten te plaatsen. Dit kan echter te wijten zijn aan het feit dat dergelijke analyses gericht zijn op Enantiornithes uit het Vroeg-Krijt (die talrijk en goed bewaard zijn gebleven) in plaats van op fragmentarische taxa uit het Laat-Krijt, zoals de meeste avisauriden.

Het volgende cladogram is gebaseerd op Cau en Arduini (2008):
|  | Neuquenornis                                                |
|  |                                                             |
|  | \| \| Avisaurus \| \| \| \| \| \| Soroavisaurus \| \| \| \| |
|  |                                                             |
|  | Avisaurus                                                   |
|  |                                                             |
|  | Soroavisaurus                                               |
|  |                                                             |

|  | Avisaurus     |
|  |               |
|  | Soroavisaurus |
|  |               |

|  | Neuquenornis                                                |
|  |                                                             |
|  | \| \| Avisaurus \| \| \| \| \| \| Soroavisaurus \| \| \| \| |
|  |                                                             |
|  | Avisaurus                                                   |
|  |                                                             |
|  | Soroavisaurus                                               |
|  |                                                             |

|  | Avisaurus     |
|  |               |
|  | Soroavisaurus |
|  |               |

|  | Neuquenornis                                                |
|  |                                                             |
|  | \| \| Avisaurus \| \| \| \| \| \| Soroavisaurus \| \| \| \| |
|  |                                                             |
|  | Avisaurus                                                   |
|  |                                                             |
|  | Soroavisaurus                                               |
|  |                                                             |

|  | Avisaurus     |
|  |               |
|  | Soroavisaurus |
|  |               |

|  | Neuquenornis                                                |
|  |                                                             |
|  | \| \| Avisaurus \| \| \| \| \| \| Soroavisaurus \| \| \| \| |
|  |                                                             |
|  | Avisaurus                                                   |
|  |                                                             |
|  | Soroavisaurus                                               |
|  |                                                             |

|  | Avisaurus     |
|  |               |
|  | Soroavisaurus |
|  |               |

|  | Neuquenornis                                                |
|  |                                                             |
|  | \| \| Avisaurus \| \| \| \| \| \| Soroavisaurus \| \| \| \| |
|  |                                                             |
|  | Avisaurus                                                   |
|  |                                                             |
|  | Soroavisaurus                                               |
|  |                                                             |

|  | Avisaurus     |
|  |               |
|  | Soroavisaurus |
|  |               |

|  | Neuquenornis                                                |
|  |                                                             |
|  | \| \| Avisaurus \| \| \| \| \| \| Soroavisaurus \| \| \| \| |
|  |                                                             |
|  | Avisaurus                                                   |
|  |                                                             |
|  | Soroavisaurus                                               |
|  |                                                             |

|  | Avisaurus     |
|  |               |
|  | Soroavisaurus |
|  |               |

|  | Neuquenornis                                                |
|  |                                                             |
|  | \| \| Avisaurus \| \| \| \| \| \| Soroavisaurus \| \| \| \| |
|  |                                                             |
|  | Avisaurus                                                   |
|  |                                                             |
|  | Soroavisaurus                                               |
|  |                                                             |

|  | Avisaurus     |
|  |               |
|  | Soroavisaurus |
|  |               |

|  | Neuquenornis                                                |
|  |                                                             |
|  | \| \| Avisaurus \| \| \| \| \| \| Soroavisaurus \| \| \| \| |
|  |                                                             |
|  | Avisaurus                                                   |
|  |                                                             |
|  | Soroavisaurus                                               |
|  |                                                             |

|  | Avisaurus     |
|  |               |
|  | Soroavisaurus |
|  |               |

|  | Neuquenornis                                                |
|  |                                                             |
|  | \| \| Avisaurus \| \| \| \| \| \| Soroavisaurus \| \| \| \| |
|  |                                                             |
|  | Avisaurus                                                   |
|  |                                                             |
|  | Soroavisaurus                                               |
|  |                                                             |

|  | Avisaurus     |
|  |               |
|  | Soroavisaurus |
|  |               |

|  | Neuquenornis                                                |
|  |                                                             |
|  | \| \| Avisaurus \| \| \| \| \| \| Soroavisaurus \| \| \| \| |
|  |                                                             |
|  | Avisaurus                                                   |
|  |                                                             |
|  | Soroavisaurus                                               |
|  |                                                             |

|  | Avisaurus     |
|  |               |
|  | Soroavisaurus |
|  |               |

|  | Neuquenornis                                                |
|  |                                                             |
|  | \| \| Avisaurus \| \| \| \| \| \| Soroavisaurus \| \| \| \| |
|  |                                                             |
|  | Avisaurus                                                   |
|  |                                                             |
|  | Soroavisaurus                                               |
|  |                                                             |

|  | Avisaurus     |
|  |               |
|  | Soroavisaurus |
|  |               |

|  | Neuquenornis                                                |
|  |                                                             |
|  | \| \| Avisaurus \| \| \| \| \| \| Soroavisaurus \| \| \| \| |
|  |                                                             |
|  | Avisaurus                                                   |
|  |                                                             |
|  | Soroavisaurus                                               |
|  |                                                             |

|  | Avisaurus     |
|  |               |
|  | Soroavisaurus |
|  |               |

|  | Neuquenornis                                                |
|  |                                                             |
|  | \| \| Avisaurus \| \| \| \| \| \| Soroavisaurus \| \| \| \| |
|  |                                                             |
|  | Avisaurus                                                   |
|  |                                                             |
|  | Soroavisaurus                                               |
|  |                                                             |

|  | Avisaurus     |
|  |               |
|  | Soroavisaurus |
|  |               |

|  | Neuquenornis                                                |
|  |                                                             |
|  | \| \| Avisaurus \| \| \| \| \| \| Soroavisaurus \| \| \| \| |
|  |                                                             |
|  | Avisaurus                                                   |
|  |                                                             |
|  | Soroavisaurus                                               |
|  |                                                             |

|  | Avisaurus     |
|  |               |
|  | Soroavisaurus |
|  |               |

|  | Neuquenornis                                                |
|  |                                                             |
|  | \| \| Avisaurus \| \| \| \| \| \| Soroavisaurus \| \| \| \| |
|  |                                                             |
|  | Avisaurus                                                   |
|  |                                                             |
|  | Soroavisaurus                                               |
|  |                                                             |

|  | Avisaurus     |
|  |               |
|  | Soroavisaurus |
|  |               |

|  | Neuquenornis                                                |
|  |                                                             |
|  | \| \| Avisaurus \| \| \| \| \| \| Soroavisaurus \| \| \| \| |
|  |                                                             |
|  | Avisaurus                                                   |
|  |                                                             |
|  | Soroavisaurus                                               |
|  |                                                             |

|  | Avisaurus     |
|  |               |
|  | Soroavisaurus |
|  |               |